# UNIT4
Unit4 (früher Unit 4 Agresso) ist ein internationals Softwareunternehmen aus den Niederlanden.

## Konzernstruktur und Ausrichtungen
Der Hauptsitz der Unit4 N.V. befindet sich in Sliedrecht. Es gibt in den Niederlanden neun weitere Niederlassungen. Internationale Niederlassungen befinden sich in Belgien, Frankreich, Großbritannien, Norwegen, Schweden, Dänemark, Deutschland, Spanien, Portugal, Kanada, den USA und Australien. Das Softwareunternehmen erwirtschaftete 2014 mit seinen über 4.100 Mitarbeitern in 26 Ländern einen Umsatz in Höhe von 500 Mio. Euro.
Die deutsche Tochter der Unit4 ist die Unit4 Business Software GmbH (bis 2011 UNIT4 Agresso GmbH) betreut mit 120 Mitarbeitern die DACH-Region und hat ihren Hauptsitz in München. Weitere Niederlassungen der Unit4 Business Software GmbH befinden sich in Köln, Stuttgart und Halle.
Die Software Unit4 Business World ist auf Dienstleister, Immobilienunternehmen, kommunale und Landeseinrichtungen, Hochschulen und Forschungseinrichtungen und Non-Profit-Organisationen ausgerichtet. Das Produkt Unit4 Financials richtet sich an mittelständische und Großunternehmen.

## Unternehmensgeschichte
- 1980 Gründung von Unit Four International B.V. (mit 11 Mitarbeitern)
- 1983 Wechsel des Firmensitzes nach Zwijndrecht (mit 35 Mitarbeitern)
- 1986 Gründung der Filiale Unit 4 Belgie, in Belgien
- 1993 Wechsel des Firmensitzes nach Sliedrecht in den Niederlanden (mit 80 Mitarbeitern)
- 1995 Übernahme von Data Alert International
- 1998 Unit 4 N.V. wird ein börsennotiertes Unternehmen
- 2000 Fusion mit Agresso N.V. zu Unit 4 Agresso N.V. (mit 1500 Mitarbeitern)
- 2002–2006 Gründung von Niederlassungen in den USA, Kanada und Spanien
- 2006 Übernahme von Dogro-Partner ProFiskal Software GmbH & Co. KG und Kirp GmbH.[4]
- 2007 Übernahme von Amedia und Lopac
- 2008 Übernahme von Coda (mit > 600 Mitarbeitern)
- 2010 Umbenennung des Konzerns in Unit4 N.B., und Umbenennung der deutschen Tochter in Unit4 Agresso GmbH
- 2011 Umbenennung der deutschen Tochterfirma von Unit4 Business Software GmbH
- 2014 Die Mehrheit der Aktien wird von Advent International erworben. Anschließend erfolgte ein Rückzug des Unternehmens von der Börse